# Petit Cavallo
Petit Cavallo är en ö i Algeriet.   Den ligger i provinsen Jijel, i den norra delen av landet, 230 km öster om huvudstaden Alger.
Terrängen på Petit Cavallo är varierad. Öns högsta punkt är 5 meter över havet. 